# Demonax sikangensis
Demonax sikangensis är en skalbaggsart som beskrevs av J. Linsley Gressitt 1945. Demonax sikangensis ingår i släktet Demonax och familjen långhorningar. Inga underarter finns listade i Catalogue of Life.